# هانس آیزنک
هانس آیزنک (انگلیسی: Hans Eysenck; ‎/ˈaɪzɛŋk/‎؛ زاده ۴ مارس ۱۹۱۶ – درگذشته ۴ سپتامبر ۱۹۹۷) روان‌شناس بریتانیایی زاده آلمان بود.